# Asprinio
L'Asprinio Bianco è un vitigno a bacca bianca di tipo DOC la cui produzione è consentita nella zona dell’agro aversano nel casertano, dove dà ottimi risultati soprattutto se coltivata ad alberata.
Spesso la pianta è abbinata a tutori vivi (olmi o pioppi) che formano una barriera vegetale in grado di superare i 20 metri di altezza. Si dice che i Borbone li usassero come barriere difensive contro le cavallerie nemiche.

## Storia
Sulla sua provenienza si sono fatte molte ipotesi: una, però rapidamente scartata, che voleva l'Asprinio appartenere alla famiglia dei Pinot e importato dai francesi durante la dominazione del 1400 per la produzione di vini spumanti. Un'altra lo farebbe derivare dalla domesticazione da parte degli Etruschi di viti selvatiche presenti nella zona. Un'altra ipotesi è basata su recenti analisi molecolari, ridurrebbe l'Asprinio a semplice biotipo del Greco; infine, quella più attendibile, che in epoca angioina Louis Pierrefeu cantiniere di corte di Roberto d'Angiò, individuò nei declivi vicino Aversa il suolo ideale per impiantare le viti che assicurassero alla corte angioina una riserva ricca di spumanti. La scelta si rivelò giusta: i tralci di vite, infatti, appoggiandosi agli alberi di pioppo, che fungevano da sostegno, crescevano innalzandosi anche oltre i 15-20 metri di altezza e a festoni, consentendo così la produzione di quell'uva. In tale sistema, in cui le viti vengono chiamate "maritate" poiché si appoggiano ai pioppi, si chiama "Alberata Aversana". Ad ogni modo il nome è sicuramente dovuto alla sensazione gustativa data dal vino con esso prodotto.

## Caratteristiche organolettiche
L'Asprinio dà un vino leggero, poco propenso all'invecchiamento, di colore giallo paglierino con riflessi verdolini, con profumo di media intensità e fruttato, con riconoscimenti di agrumi. L'esame gustativo evidenzia decisa freschezza (acidità spiccata), media struttura e sensazioni pseudocaloriche poco accentuate. Questo vitigno dà buoni risultati anche come base spumante.
- Resa (uva/ettaro) = 120 q
- Resa massima dell'uva = 70,0%
- gradazione alcolica = 11,50%
- Titolo alcolometrico naturale dell'uva = 10,5%
- Titolo alcolometrico minimo del vino = 10,5%
- Estratto secco netto minimo = 15,0‰

## Caratteristiche ampelografiche
Foglia medio-piccola, pentalobata, pagina superiore glabra, di colore verde chiaro. Grappolo di media grandezza, compatto, allungato e conico, con o senza ali. Acino sferoidale, medio grande, con buccia di colore grigio verdastro, ricoperta abbondantemente di pruina.
La maturazione avviene in genere fra la fine di settembre e i primi di ottobre. La produttività è abbondante e la vigoria della pianta è ottima.

## Abbinamenti consigliati
Vino da pasto, si serve a temperatura tra 7°-10°. Vi è poi una versione angioina (spumante) che viene prodotta nella doppia versione “demi-sec” e “brut”: entrambe hanno un profumo tipico ed elegante e un perlage sottile. Tutti e tre serviti freddi si adattano con antipasti freddi, tartine, stuzzichini, piatti di pesce, crostacei,  molluschi, piatti fritti campani, mozzarella di bufala in carrozza, primi piatti al sugo di pesce senza pomodoro.

## Produzione
La zona di produzione comprende i comuni di: Aversa, Lusciano, Carinaro, Casal di Principe, Casapesenna, Cesa, Frignano, Gricignano di Aversa, Orta di Atella, Parete, San Cipriano d'Aversa, San Marcellino, Sant'Arpino, Succivo, Teverola, Trentola-Ducenta, Villa di Briano e Villa Literno, in provincia di Caserta, nonché Giugliano in Campania, Qualiano e Sant'Antimo, nella città metropolitana di Napoli.